# Diana Landi
Diana Landi (* 11. April 1986) ist eine ecuadorianische Leichtathletin, die sich auf den Langstreckenlauf spezialisiert hat.

## Sportliche Laufbahn
Erste größere sportliche Erfolge feierte Diana Landi im Jahr 2006, als sie in 1:16:34 h beim Halbmarathon in Quito siegte und anschließend siegte sie bei einem weiteren Bewerb in 1:16:42 h. 2008 siegte sie dort in 1:16:56 h und 2009 siegte sie in 1:17:26 h. 2011 siegte sie in 1:14:59 h beim Halbmarathon in La Ceja del Tambo und im Jahr darauf siegte sie erneut in Quito mit einer Zeit von 1:17:05 h. 2013 gewann sie dann bei den Südamerikameisterschaften in Cartagena in 35:12,53 min die Bronzemedaille im 10.000-Meter-Lauf hinter der Brasilianerin Cruz Nonata da Silva und Carolina Tabares aus Kolumbien. Zudem belegte sie in 17:18,95 min den sechsten Platz über 5000 m. Anschließend wurde sie bei den Juegos Bolivarianos in Trujillo in 34:41,80 min Vierte über 10.000 m. Im Jahr darauf nahm sie an den Südamerikaspielen in Santiago de Chile teil und klassierte sich dort mit 34:19,34 min auf dem sechsten Platz. Zudem siegte sie in dem Jahr in 1:14:44 h beim Halbmarathon in La Ceja del Tambo. 2016 wurde sie dort nach 1:17:36 h Zweite und auch beim Halbmarathon in Medellín musste sie sich nach 1:14:58 h mit Rang zwei begnügen. Bei den Crosslauf-Weltmeisterschaften 2017 in Kampala gelangte sie nach 36:37 min auf Rang 52 und Mitte Juni belegte sie bei den Südamerikameisterschaften in Luque mit 35:20,00 min den sechsten Platz. Im August siegte sie in 1:17:08 h beim Halbmarathon in La Ceja del Tambo sowie anschließend in 1:13:59 h in Medellín. Daraufhin gewann sie bei den Juegos Bolivarianos in Santa Marta mit 1:17:23 h die Bronzemedaille hinter der Peruanerin Gladys Tejeda und Angie Orjuela aus Kolumbien. Bei den Halbmarathon-Weltmeisterschaften 2018 in Valencia erreichte sie nach 1:20:00 h als 100. das Ziel und 2019 erreichte sie bei den Südamerikameisterschaften in Lima in 34:43,97 min den siebten Platz über 10.000 m und nahm daraufhin über diese Distanz an den Panamerikanischen Spielen ebendort teil und wurde dort in 34:33,49 min Elfte.
Im Jahr 2013 wurde Landi ecuadorianische Meisterin im 5000-Meter-Lauf.

## Persönliche Bestleistungen
- 5000 Meter: 17:14,29 min, 15. Juni 2013 in Quito
- 10.000 Meter: 34:19,34 min, 13. März 2014 in Santiago de Chile
- Halbmarathon: 1:13:59 h, 17. September 2017 in Medellín
- Marathon: 2:45:40 h, 22. September 2019 in Buenos Aires